# Ophisma macronephra
Ophisma macronephra là một loài bướm đêm trong họ Erebidae.